# Surallah
Surallah ist eine philippinische Stadtgemeinde in der Provinz South Cotabato. Sie hat 84.539 Einwohner (Zensus 1. August 2015).

## Baranggays
Surallah ist politisch in 17 Baranggays unterteilt.´
| - Buenavista - Centrala - Colongulo - Dajay - Duengas - Canahay (Godwino) - Lambontong - Lamian - Lamsugod | - Libertad (Pob.) - Little Baguio - Moloy - Naci (Doce) - Talahik - Tubiala - Upper Sepaka - Veterans |